# Armand Traoré
Armand Traoré (sinh ngày 8 tháng 10 năm 1989) là một cầu thủ bóng đá Pháp hiện đang chơ ở vị trí hậu vệ trái cho câu lạc bộ Cardiff City theo dạng cho mượn từ Nottingham Forest.
Anh từng gia nhập Arsenal vào tháng 8 năm 2005, sau một mùa chơi ở đội trẻ AS Monaco.
Anh từng là cầu thủ của đội tuyển U-19 và U-21 của Pháp từ 2007 tới 2010, tuy nhiên sau đó có ba năm thi đấu cho Sénégal.

## Thống kê sự nghiệp

### Câu lạc bộ
Tính đến 13 tháng 3 năm 2018.
| Câu lạc bộ          | Mùa giải                    | Giải đấu | Giải đấu | Cúp quốc gia | Cúp quốc gia | League Cup | League Cup | Châu Âu | Châu Âu | Khác[A] | Khác[A] | Tổng cộng | Tổng cộng |
| Câu lạc bộ          | Mùa giải                    | Trận     | Bàn      | Trận         | Bàn          | Trận       | Bàn        | Trận    | Bàn     | Trận    | Bàn     | Trận      | Bàn       |
| ------------------- | --------------------------- | -------- | -------- | ------------ | ------------ | ---------- | ---------- | ------- | ------- | ------- | ------- | --------- | --------- |
| Arsenal             | 2006–07                     | 0        | 0        | 1            | 0            | 6          | 0          | 0       | 0       | 0       | 0       | 7         | 0         |
| Arsenal             | 2007–08                     | 3        | 0        | 2            | 0            | 4          | 0          | 2       | 0       | 0       | 0       | 11        | 0         |
| Arsenal             | 2009–10                     | 9        | 0        | 1            | 0            | 2          | 0          | 0       | 0       | 0       | 0       | 12        | 0         |
| Arsenal             | 2011–12                     | 1        | 0        | 0            | 0            | 0          | 0          | 1       | 0       | 0       | 0       | 2         | 0         |
| Arsenal             | Tổng cộng Arsenal           | 13       | 0        | 4            | 0            | 12         | 0          | 3       | 0       | 0       | 0       | 32        | 0         |
| Portsmouth (mượn)   | 2008–09                     | 19       | 1        | 2            | 0            | 1          | 0          | 6       | 0       | 0       | 0       | 28        | 1         |
| Juventus (mượn)     | 2010–11                     | 10       | 0        | 0            | 0            | —          | —          | 2       | 0       | 0       | 0       | 12        | 0         |
| Queens Park Rangers | 2011–12                     | 23       | 0        | 0            | 0            | 0          | 0          | 0       | 0       | 0       | 0       | 23        | 0         |
| Queens Park Rangers | 2012–13                     | 26       | 0        | 1            | 0            | 1          | 0          | 0       | 0       | 0       | 0       | 28        | 0         |
| Queens Park Rangers | 2013–14                     | 22       | 2        | 1            | 0            | 0          | 0          | 0       | 0       | 2       | 0       | 25        | 2         |
| Queens Park Rangers | 2014–15                     | 16       | 0        | 1            | 0            | 0          | 0          | 0       | 0       | 0       | 0       | 17        | 0         |
| Queens Park Rangers | 2015–16                     | 0        | 0        | 0            | 0            | 0          | 0          | —       | —       | —       | —       | 0         | 0         |
| Queens Park Rangers | Tổng cộng QPR               | 87       | 2        | 3            | 0            | 1          | 0          | —       | —       | 2       | 0       | 93        | 2         |
| Nottingham Forest   | 2016–17                     | 12       | 0        | 0            | 0            | 1          | 0          | —       | —       | —       | —       | 23        | 0         |
| Nottingham Forest   | 2017–18                     | 18       | 0        | 1            | 0            | 0          | 0          | —       | —       | —       | —       | 19        | 0         |
| Nottingham Forest   | Tổng cộng Nottingham Forest | 30       | 0        | 1            | 0            | 1          | 0          | —       | —       | 0       | 0       | 32        | 0         |
| Cardiff City (mượn) | 2017–18                     | 4        | 1        | —            | —            | —          | —          | —       | —       | —       | —       | 4         | 1         |
| Tổng cộng sự nghiệp | Tổng cộng sự nghiệp         | 163      | 4        | 10           | 0            | 15         | 0          | 11      | 0       | 2       | 0       | 201       | 4         |

A. ^  Bao gồm Football League play-offs.

### Quốc tế
Tính đến 27 tháng 3 năm 2018 
| Đội tuyển quốc gia | Năm       | Trận | Bàn |
| ------------------ | --------- | ---- | --- |
| Sénégal            |           |      |     |
| 2011               | 2         | 0    |     |
| 2012               | 2         | 0    |     |
| 2013               | 1         | 0    |     |
| 2017               | 2         | 0    |     |
| Tổng cộng          | Tổng cộng | 7    | 0   |

## Danh hiệu
- Carling Cup runner-up 2007